# Mùa bão Tây Bắc Thái Bình Dương 1968
Mùa bão Tây Bắc Thái Bình Dương 1968 không có giới hạn chính thức; nó diễn ra trong suốt năm 1968, nhưng hầu hết các xoáy thuận nhiệt đới có xu hướng hình thành trên Tây Bắc Thái Bình Dương trong khoảng giữa tháng 5 và tháng 11. Những thời điểm quy ước phân định khoảng thời gian tập trung hầu hết số lượng xoáy thuận nhiệt đới hình thành mỗi năm ở Tây Bắc Thái Bình Dương.
Phạm vi của bài viết này chỉ giới hạn ở Thái Bình Dương, khu vực nằm ở phía Bắc xích đạo và phía Tây đường đổi ngày quốc tế. Những cơn bão hình thành ở khu vực phía Đông đường đổi ngày quốc tế và phía Bắc xích đạo thuộc về Mùa bão Đông Bắc Thái Bình Dương 1968. Bão nhiệt đới hình thành ở toàn bộ khu vực Tây Bắc Thái Bình Dương sẽ được đặt tên bởi Trung tâm Cảnh báo Bão Liên hợp  JTWC . Áp thấp nhiệt đới ở khu vực này sẽ có thêm hậu tố "W" phía sau số thứ tự của chúng. Áp thấp nhiệt đới trở lên hình thành hoặc đi vào khu vực mà Philippines theo dõi cũng sẽ được đặt tên bởi Cục quản lý Thiên văn, Địa vật lý và Khí quyển Philippines  PAGASA . Đó là lý do khiến cho nhiều trường hợp, một cơn bão có hai tên gọi khác nhau.

## Các cơn bão
Có 31 áp thấp nhiệt đới hình thành trong năm trên Tây Bắc Thái Bình Dương, 27 trong số chúng trở thành những cơn bão nhiệt đới, 20 đạt cường độ bão cuồng phong và 4 đạt cường độ siêu bão.

### Bão nhiệt đới Polly
Bão nhiệt đới Polly đã gây mưa lớn tại những hòn đảo phía Nam Nhật Bản. Đã có 112 người chết và 21 người mất tích do lũ lụt và lở đất được tạo ra từ mưa lớn.
Vào ngày 18 tháng 8, hai chiếc xe bus tham quan đã bị tác động bởi một trận lở đất tại thị trấn Shirakawa và rơi xuống sông Hida, khiến 95 người thiệt mạng và 9 người khác mất tích (xem bài tiếng Nhật).

### Bão nhiệt đới Trix (Isang)
Bão nhiệt đới Trix tấn công các đảo Kyūshū và Shikoku ở phía Nam Nhật Bản. Lũ lớn đã khiến 25 người chết và 2 người mất tích.

### Bão nhiệt đới Virginia
Virginia được ghi nhận lần đầu trên khu vực gần đường đổi ngày quốc tế, cách rạn san hô vòng Midway khoảng 500 km (310 dặm) về phía Tây Bắc. Hệ thống ngày một tổ chức và thông báo đầu tiên đã được ban hành vào thời điểm 0006z ngày 25 tháng 8, với vận tốc gió khi đó đạt 40 dặm/giờ. 18 tiếng sau, Virginia vượt đường đổi ngày quốc tế, vận tốc gió của nó khi đó đã tăng lên 60 dặm/giờ. Sau này cơn bão đã trở thành một xoáy thuận ngoại nhiệt đới vào ngày 27 trên vịnh Alaska.

### Bão Wendy (Lusing) - bão số 7
Bão nhiệt đới Wendy hình thành vào ngày 28 tháng 8 ngoài khơi Tây Bắc Thái Bình Dương. Nó đã nhanh chóng mạnh lên đến cường độ tối đa, với vận tốc gió đạt 160 dặm/giờ trong ngày 31. Sau đó cơn bão di chuyển về phía Tây và suy yếu đều đặn, đi qua vùng Nam Đài Loan trong ngày 5 tháng 9 với cường độ bão cấp 1. Quan sát vệ tinh về bão trong thời gian này rất hạn chế, không có máy bay trinh sát khi bão ở trên biển Đông vì vậy dữ liệu về bão Wendy trên biển Đông của các cơ quan không thống nhất và có mâu thuẫn. Theo JTWC thì bão chỉ đạt cấp bão nhiệt đới (sức gió dưới 65 kt hay 33 m/s) và suy yếu từ từ trên biển Đông , đổ bộ vào bán đảo Lôi Châu với sức gió 45 kt (23 m/s), suy yếu thành áp thấp nhiệt đới khi vào miền Bắc Việt Nam. Theo CMA (Trung Quốc) thì cho rằng bão Wendy trên biển Đông mạnh trở lại lên 2 cấp từ cấp 12 (35 m/s) khi vượt qua Đài Loan lên cấp 14 (45 m/s) khi ở vùng biển phía Nam Trung Quốc, đổ bộ vào bán đảo Lôi Châu với sức gió cấp 13 (40 m/s) và suy yếu rất nhanh chóng thành áp thấp nhiệt đới khi đổ bộ vào Việt Nam. Nhưng theo dữ liệu quan trắc khí tượng của Việt Nam, bão gây ra gió mạnh 50 m/s (cấp 15) giật tới 57 m/s (cấp 17) ở Phù Liễn (Hải Phòng), và gây gió mạnh 40 m/s tại Hòn Dáu.

### Bão Agnes
Agnes, cơn bão mạnh nhất của mùa bão, đã không tiếp cận đất liền trong suốt quãng thời gian nó tồn tại.

### Bão Della (Maring)
Bão Della đã đổ bộ lên đảo Kyūshū với vận tốc gió 100 dặm/giờ và khiến 11 người thiệt mạng trên khắp vùng miền Nam Nhật Bản.

### Bão Elaine (Nitang) - bão số 8
Siêu bão Elaine, sau khi đạt đỉnh với vận tốc gió 175 dặm/giờ, đã suy yếu và tấn công vùng cực Bắc Luzon trong ngày 28 với vận tốc gió 130 dặm/giờ. Cơn bão tiếp tục di chuyển theo hướng Tây Bắc, đổ bộ vùng Đông Nam Trung Quốc với cường độ bão nhiệt đới yếu và tan trong ngày 1 tháng 10.

## Tên bão
Trong năm 1968, bão nhiệt đới trên Tây Bắc Thái Bình Dương được đặt tên bởi Trung tâm Cảnh báo Bão Liên hợp (JTWC). Cơn bão đầu tiên được đặt tên là Jean và cuối cùng là Ora.
| - Agnes 17W - Bonnie 18W - Carmen 19W - Della 20W - Elaine 21W - Faye 22W - Gloria 23W - Hester 24W - Irma 25W - Judy 26W - Kit 27W - Lola 28W - Mamie 29W - Nina 30W - Ora 31W - Phyllis - Rita - Susan - Tess - Viola - Winnie | - Alice - Betty - Cora - Doris - Elsie - Flossie - Grace - Helen - Ida - June - Kathy - Lorna - Marie - Nancy - Olga - Pamela - Ruby - Sally - Therese - Violet - Wilda | - Anita - Billie - Clara - Dot - Ellen - Fran - Georgia - Hope - Iris - Joan - Kate - Louise - Marge - Nora - Opal - Patsy - Ruth - Sarah - Thelma - Vera - Wanda | - Amy - Babe - Carla - Dinah - Emma - Freda - Gilda - Harriet - Ivy - Jean 2W - Kim 3W - Lucy 6W - Mary 7W - Nadine 8W - Olive 9W - Polly 10W - Rose 12W - Shirley 13W - Trix 14W - Virginia 15W - Wendy 16W |